# کاتا جوجی جیمه

نمایی از تکنیک کاتا جوجی جیمه در جودو

کاتا جوجی جیمه (به ژاپنی: 片十字絞)-(به انگلیسی: Kata juji jime) یکی از فنون و تکنیک‌های دستهٔ کاتامه-وازا رشتهٔ ورزشی جودو است که در زیردستهٔ شیمه-وازا دسته‌بندی می‌شود. هدف از این تکنیک، واردآوردن فشار و درگیرکردن گلوی حریف است.